# Маріуполь у мистецтві

Маріуполь у мистецтві — мало відома тема образотворчого мистецтва України, що знайшла відбиток в творчості різних майстрів.
Історія Маріуполя налічує трохи більше як 200 років. Тому в місті відносно мало архітектурних пам'яток і художніх творів. Найбільш повно представлені споруди в стилі сецесія (декоративний стиль капіталізму — модерн). Бурхлива історія міста в 20 столітті позбавила місто низки значущих архітектурних споруд доби пізнього провінційного класицизму та сецесії. І вони не були відновлені чи скомпенсовані ні забудовою в сталінському ампірі, ні в функціоналізмі доби СРСР. Не був Маріуполь і столичним містом навіть на короткий термін, як підавстрійська Прага чи Філадельфія у США. Хоча і перебрав на себе роль «столиці» приазовських греків, індустріального центру України, космополітичного і портового міста. Тут роками жили українці, німці, італійці, вірмени, євреї, що відбилось на барвистій, нехай і провінційній культурі місцевих мешканців.
Ще в дорадянську пору Маріуполь мав три театри (український, російський, грецький), рівня якого так і не досяг Жданов радянський (бо мав лише один театр).
В місті не спромоглися заснувати картинну галерею, а її відсутність була дещо скомпенсована історичним музеєм при колишній Олександрівській гімназії.

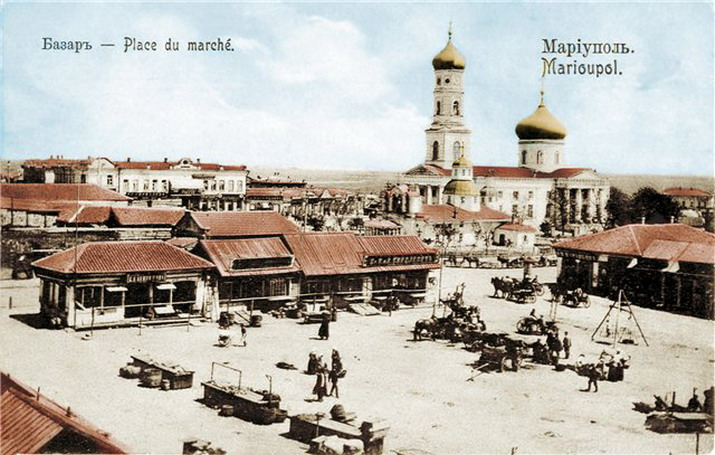
Маріуполь. Ринкова площа біля собору Св. Харлампія. Стара поштівка.
Стара поштівка. Пристань в Маріуполі.

### Станковий живопис та Маріуполь
Місто було батьківщиною відомого пейзажиста Архипа Куїнджі. Дві картини митця були написані під впливом побаченого в місті, одна з яких "Чумацький шлях у Маріуполі " В першій половині 20 ст. місто відвідали художники Аристарх Лентулов (1882—1943) та Костянтин Богаєвський (1872—1943), котрі зафіксували народження промислового гіганта на півдні України (Богаєвський К. Ф., «Азовсталь»). Але тоді місто нічого не отримало від творчого спадку цих митців, бо було вивезено в російські картинні галереї.
Мистецьке життя в місті пожвавилось на зламі 20-21 століть, коли в місті запрацювали Виставковий центр і нарешті відкритий 2010 року Художній музей імені Куїнджі. Попередньо місто було вже темою для творчості як художників-візітерів (Федоренко Юрій Олександрович «Жданов індустріальний. Біля 5-х воріт»,), так і місцевих (Бендрик Микола Кузьмович «Залізничний вокзал, Мариуполь» малюнок 1933 р.,, Харабет Юхим Вікторович, Кофанов Віктор Іванович, «Маріуполь. Елеватор» ,Будинок Гампера, Мариуполь, Павлюк Виктор Ілларіонович, «Регата. Маріуполь», Кузьмінков Лель Миколайович «Річка Кальміус в Маріуполі», Ковальов Олег Борисович «Човни в Маріуполі» , Овсянніков Олександр Володимирович, «Після дощу. Театральна площа») та інших. Це відкрило нові перспективи в культурному і мистецькому житті міста.
| Файл | Художник                           | назва картини                         | рік            |
| ---- | ---------------------------------- | ------------------------------------- | -------------- |
|      | Куїнджі Архип Іванович             | Чумацький шлях у Маріуполі            | 1875 р.        |
|      | Кузьмінков Лель Миколайович        | «Річка Кальміус в Маріуполі»          | кінець 1960-х  |
|      | Федоренко Юрій Олександрович       | Жданов індустріальний. Біля 5-х воріт | 1966 р.        |
|      | Овсянніков Олександр Володимирович | «Після дощу. Театральна площа»        | початок 21 ст. |

### Історія Маріуполя в скульптурі, малюнках і гравюрах

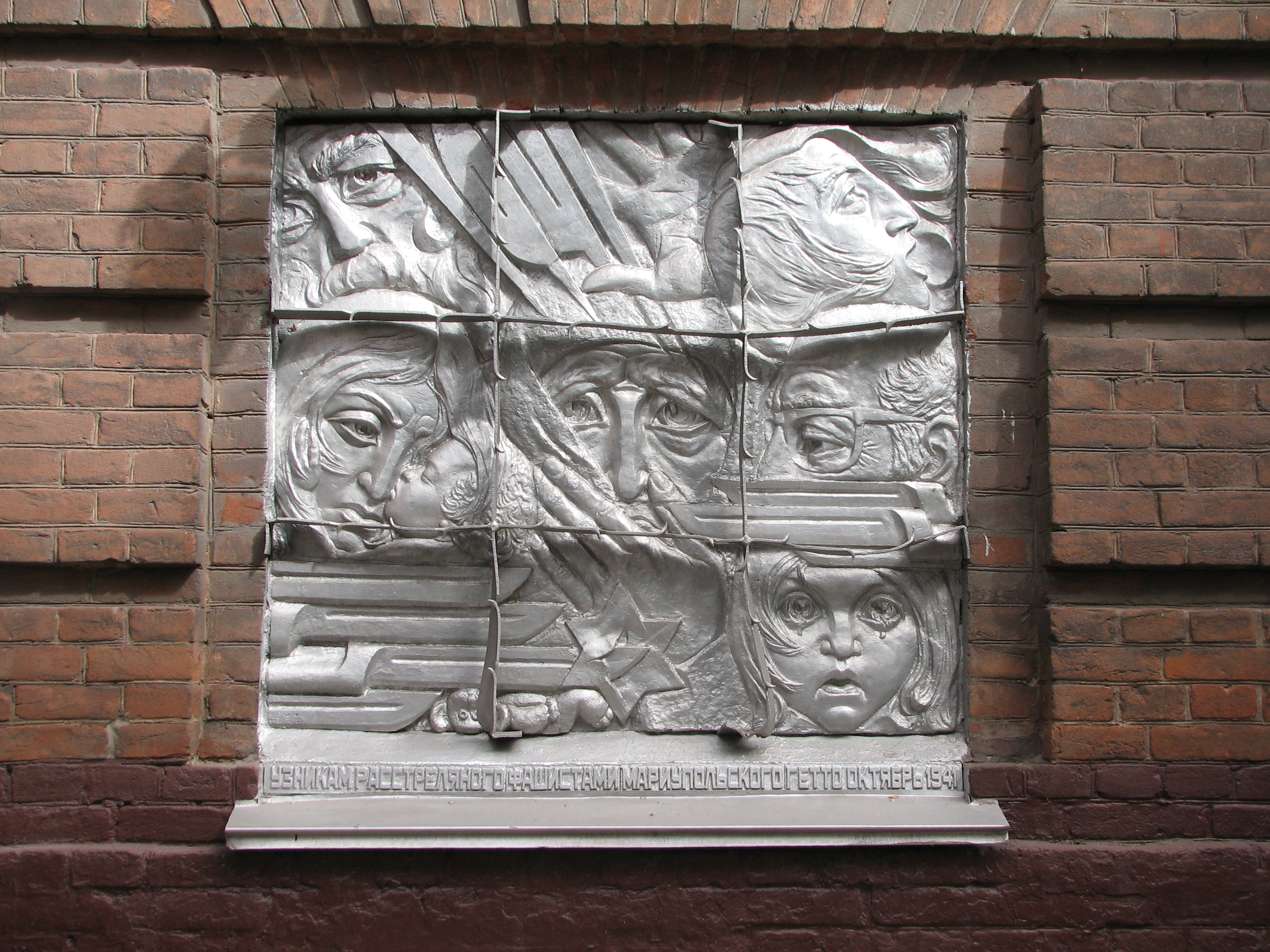
Меморіальна дошка загиблим євреям на будинку, де фашисти облаштували гетто.

Менше відомі сторінки графіки, присвячені місту. Їх початок пов'язують із діяльністю Архипа Куїнджі, котрий замальовував краєвиди на околиці міста. В період до 1917 року в місті плідно працював художник-графік Могилевський Олександр Павлович (1885—1980), автор низки краєвидів маріупольського узбережжя. Рано виявив художні здібності і вже під час навчання в місцевій гімназії отримав жартівливе прізвисько «наш майбутній Куїнджі». Бажання добре опанувати художнє ремесло привело юнака із Маріуполя в Мюнхен, відомий мистецький центр тогочасної Європи. Олександр Могилевський влаштувався в студію професора Холоши, де навчався сім років (1905-1912). Повернувся в Маріуполь, де давав уроки малювання місцевим учням. Виробився в художника-графіка, котрого помітили і в Німеччині: відгук про твори Олександра Могилевського написав німецький мистецтвознавець Отто Фішер ще в 1912 р. Згодом О. П. Могилевський перебрався в Москву, де десятиліттями працював в різних видавництвах як художник книги. Був майстром екслібрисів (малої форми графічного мистецтва) і акварелістом. Помер в Москві. Графічну естафету Архипа Куїнджі та Олександра Могилевського підхопили місцеві майстри, серед яких Бендрик Микола Кузьмович, Павлюк Віктор Ларіонович, Кофанов Віктор Іванович та ін.
| Художник                 | Назва                           | роки                       |
| ------------------------ | ------------------------------- | -------------------------- |
| Бендрик Микола Кузьмович | «Залізничний вокзал, Мариуполь» | малюнок 1933 р.            |
| Павлюк Віктор Ларіонович | «Регата. Маріуполь»             |                            |
| Кофанов Віктор Іванович  | «Маріуполь. Елеватор»           | гравюра 1977 р.            |
| Кофанов Віктор Іванович  | Будинок Гампера, Мариуполь      | малюнок олівцем до 2010 р. |

## Мозаїки Маріуполя

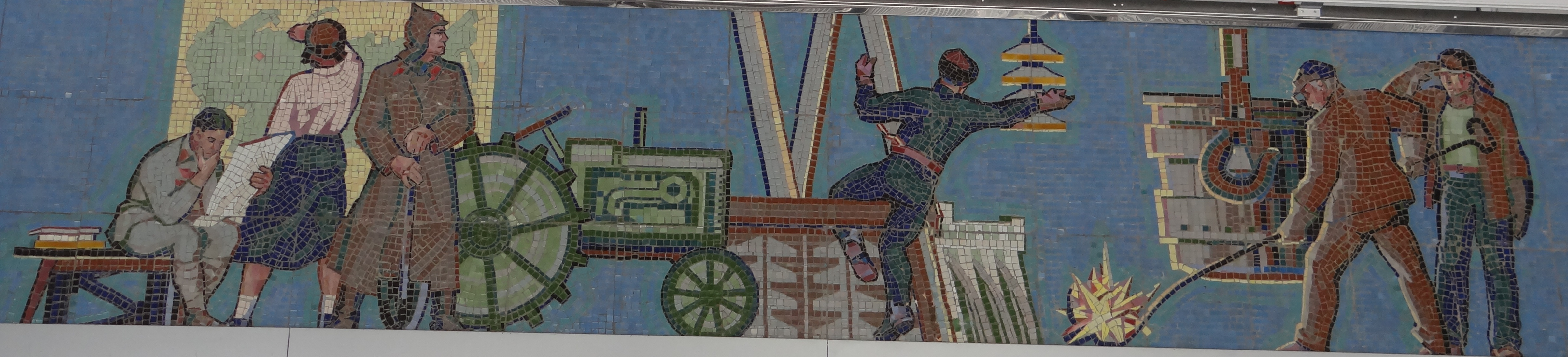
Мозаїка в аеровокзалі Маріуполя

Серед мистецькі вартісних мозаїк Маріуполя — твір художника Віктора Арнаутова «Підкорення космосу», що прикрасив свого часу бічний фасад Будинку зв'язку. Але митець використав італійську сировину, нетривку в умовах температурних перепадів Маріуполя і мозаїка почала руйнуватись (Центральний район).
Монументалізм і спрощення форм притаманні мозаїкам радянського періоду на фасадах колишніх кінотеатрів імені Т.Шевченка та «Ювілейний» (Кальміуський район).
До створення мозаїк звернулись також маріупольські художники Константинов Валентин Костянтинович та Кузьмінков Лель Миколайович. Ними створена мозаїка у вестибюлі Інженерного корпусу ВАТ " Азовмаш " у техніці найменшого модуля візантійських мозаїк, що надало мозаїчним композиціям з дещо штучним колоритом насиченості і декоративності.

## Маріуполь у кінострічках
Маріуполь декілька разів був натурними декораціями для низки кінострічок побутової тематики доби СРСР. Але своєрідну славу місту надала кінострічка «Маленька Віра». Натурні зйомки фільму «Маленька Віра» проведені у індустріально розвиненому, радянському на той час місті Жданов, у 1989 році місту повернули історичну назву — Маріуполь. Сцени знімали в порту міста, в типовому житловому масиві, в районі скверу біля Автостанції № 2 тощо.
Фільм «Маленька Віра» був серед найбільш касових кінострічок зникаючого СРСР. Його передивилося 54.900.000 глядачів. Кількість відгуків на кінострічку була такою значною, що автори фільму їх збирали, аналізували і найцікавіші оприлюднили у виданні з тією ж назвою — «Маленька Віра». Під час демонстрації фільму в залі хтось вигукнув: «Як не соромно таке показувати?!». У відповідь вигукнули: «А Вам не соромно Так Жити?!»
14 лютого 2016 року на Берлінському міжнародному кінофестивалі відбулася прем'єра документального фільму про Маріуполь — Маріуполіс.
У серпні 2016 року місцевий телеканал Громадське телебачення Приазов'я завершив цикл документальних фільмів Місто героїв, який описує життя Маріуполя у 2014—2016 роках.

## Маріуполь в літературі
Провінційному Маріуполю мало пощастило бути відображеним в літературі 19 століття. Один з найперших публіцистичних нарисів про Мариуполь — твір Г. Титова. (Г. Титов «Письма из Екатеринослава», 1849 р.)
Про народження індустрії в місті сповістив і письменник Олександр Серафимович, котрий недовго мешкав в місті. (Очерк «Никополь», 1897 р. про маріупольский металургійний завод «Нікополь-Провіданс»). Але саме місто тоді ще мало чим могло привабити письменника.
Про Маріуполь згадали радянські письменники І. Ільф та Є. Петров. Книга «Золоте теля», надруковане 1928 року, сповістило про бабусю одного з авантюрних синів лейтенанта Шмідта, котра мешкала в провінційному Маріуполі.
В 20 ст. місто зусиллями комуністичного уряду перетворили на значний індустріальний центр та вичавили з навколишніх сіл тисячі дешевої робітничої сили. Місто було відображене в тисячах газетних звітів і статей, і лише згодом стане приводом для написання нарисів та віршів місцевих письменників і поетів, типова доля багатьох провінційних міст країни. Наприкінці 20 століття нарешті прийшов час літературного аналізу історії міста та драматичних подій його історії місцевими авторами (Аркадій Проценко «Улицами старого Мариуполя», Сергій Буров «Мариуполь. Былое», Лев Яруцький "Мариупольские храмы ", та «Мариупольская старина», обидві 1991 р. тощо).